# Speocirolana fustiura
Speocirolana fustiura är en kräftdjursart som beskrevs av Lazar Botosaneanu och Thomas M. Iliffe1999. Speocirolana fustiura ingår i släktet Speocirolana och familjen Cirolanidae. Inga underarter finns listade i Catalogue of Life.